# W Krainie PRL, W Krainie KDL
W Krainie PRL, W Krainie KDL – seria książek historycznych wydawana przez Wydawnictwo Trio w Warszawie w latach 2001-2010. 
Inicjatorem serii był Marcin Kula.

## Książki wydane w serii
- Maciej Górny, Między Marksem a Palackým: historiografia w komunistycznej Czechosłowacji, Warszawa: "Trio" 2001.
- Magdalena Lechowska, Węgrzy patrzą na swą historię (1945-2003), Warszawa: Wydawnictwo Trio 2004.
- Małgorzata Mazurek, Socjalistyczny zakład pracy: porównanie fabrycznej codzienności w PRL i NRD u progu lat sześćdziesiątych, Warszawa: Wydawnictwo Trio 2005.
- Socjalizm w życiu powszednim : dyktatura a społeczeństwo w NRD i PRL, pod red. nauk. Sandrine Kott, Marcina Kuli, Thomasa Lindenbergera, Warszawa: Wydawnictwo Trio - Potsdam: Zentrum für Zeithistorische Forschung 2006.
- Grzegorz Gąsior, Stalinowska Słowacja: proces "burżuazyjnych nacjonalistów" w 1954 roku, Warszawa: Wydawnictwo Trio 2006.
- Odmiany i oblicza komunizmu: Węgrzy, Polacy i inni, pod red. nauk. Macieja Koźmińskiego, przy współpr. Anny Dąbrowskiej, przedm. Maciej Koźmiński, Warszawa: Wydawnictwo Trio 2007.
- Krzysztof Marcin Zalewski, Naród, religia, rasa: muzułmańskie ideologie i ruchy narodowe pogranicza w Południowo-Wschodniej Europie: przykład Sandżaka nowopazarskiego w XX wieku, Warszawa: Wydawnictwo Trio 2010.